# Теудат-зеут
Теуда́т-зеу́т (ивр. תעודת זהות‎) — удостоверение личности гражданина Израиля.

## Внешний вид
Теудат-зеут заламинирован в толстый пластик и заключён вместе с бумажным приложением в синий (старого образца) или тёмно-серый (нового образца) пластиковый чехол с нанесённым гербом Израиля.

## Требования к обладателю документа
По закону, каждый гражданин страны старше 16 лет обязан носить с собой удостоверение личности (теудат-зеут, паспорт или водительские права) и предъявлять его по требованию сотрудников власти, полиции или вооружённых сил. Теудат-зеут выдаётся всем постоянным жителям Израиля, включая иностранцев, и остаётся действительным до момента устаревания занесённых в него данных (например, до смены имени или фамилии). В любом другом случае срок годности удостоверения — 10 лет.

## Форма документа
Поля теудат-зеута заполняются на государственных языках Израиля (иврит и арабский), но в основном это делается только на иврите. В теудат-зеут внесены: имя, фамилия, имена отца и матери, пол, дата и место рождения, дата, место выдачи и девятизначный номер личности, который служит для израильтян одним из основных средств идентификации, выдаётся один раз (при рождении или иммиграции) и обычно запоминается ими наизусть. В бумажном приложении к теудат-зеуту (сэфах, ивр. ספח‎) отмечаются: текущий и предыдущие адреса проживания, предыдущие имена в течение семи лет после смены имени, гражданство, семейный статус, имена и номера удостоверений личности супруга и/или детей. Поле «национальность», предусмотренное бланком теудат-зеута, с 25 апреля 2002 года не заполняется; изначально предполагалось, что для евреев дата рождения заносится и по григорианскому, и по еврейскому календарю, тогда как для неевреев — только по григорианскому, но вскоре эта практика прекратилась. В 2004 году Верховный суд Израиля (судьи Мишаэль Хешин, Дорит Бейниш и Эстер Хают) отклонил иск гражданки Израиля Лиоры Гольдберг о возобновлении заполнения поля «национальность», пояснив, что закон о переписи населения не предусматривает внесения информации о национальности в удостоверение личности.

## Биометрический Теудат-зеут

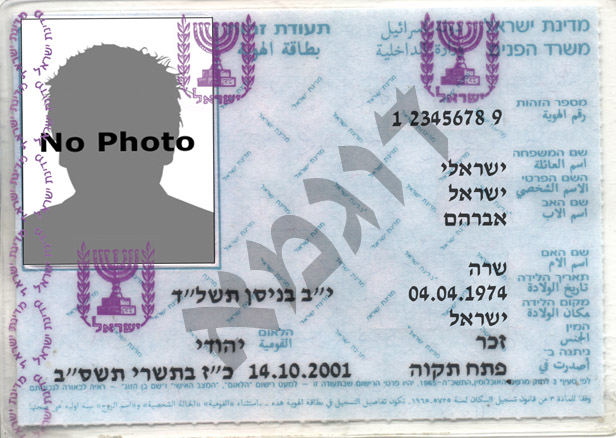
Образец старого, небиометрического теудат-зеута

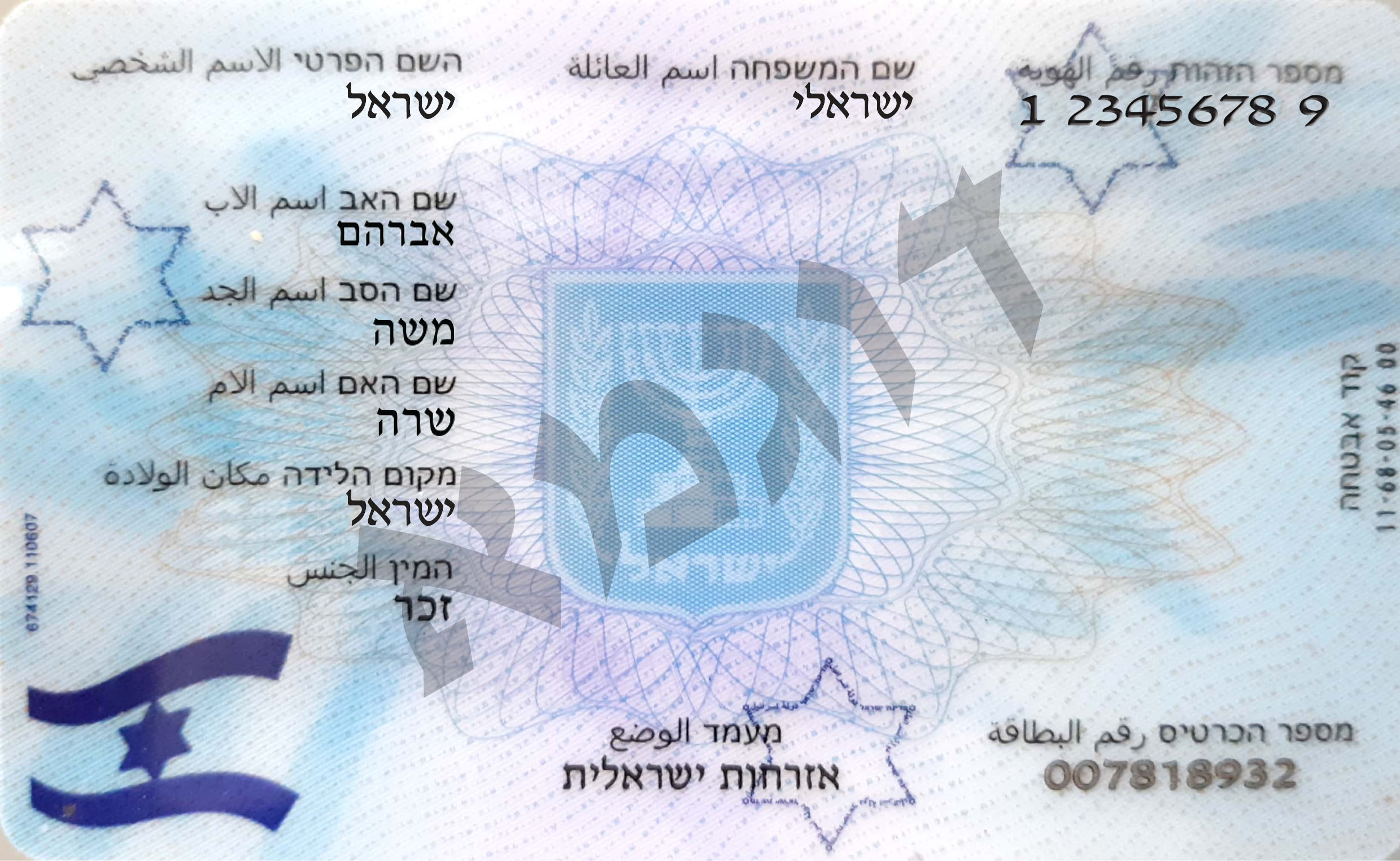
Образец биометрического теудат-зеута. Обратная сторона

С 2013 года в Израиле ведётся тестирование биометрических смарт-карт, которых, по мнению МВД Израиля «невозможно сфальсифицировать или украсть из него информацию». Биометрическая информация, включённая в смарт-карты и тщательно скрытая, включает такую уникальную для каждого человека биологическую информацию, как отпечатки пальцев, движение лица и прочее.
Биометрическое удостоверение имеет форму кредитной карты[уточнить] с нанесёнными шифрами и голограммами.
Данные о гражданине находятся в защищённом хранилище, используемом через тщательно скрытые в карте коды доступа.
При желании любой гражданин страны имеет право получить смарт-карту в первый раз бесплатно. Перед получением паспорта гражданин проходит сканирование отпечатков пальцев, запись ответов на вопросы идентификации и съёмку движения лица с помощью специальной камеры. Все эти данные вводятся в карту в виде неповторимых голограмм, а также в базу данных. Ответственность за сохранение тайны личных данных граждан еврейского государства поручена ШАБАК (Израильской службе общей безопасности).
С получением смарт-карты гражданин также получает пароль для доступа на свою личную страницу на специальном сайте Министерства внутренних дел Израиля, где он может узнать или обновить информацию о себе и близких, а также совершать действия на сайтах правительства Израиля от своего имени.
С 1 июня 2017 года Израиль полностью прекратил выдавать удостоверения личности без биометрии.